# Ángeles Álvarez
Ángeles Álvarez Álvarez (Molacillos, Zamora, 12 de fevereiro de 1961) é uma política socialista espanhola e activista feminista. Deputada por Madrid na XII Legislatura na actualidade é porta-voz de igualdade do PSOE no Congresso de Deputados. Tem uma longa trajectória em defesa dos direitos das mulheres. Em 1999 foi a autora de uma guia pioneira sobre violência de género. Foi a primeira deputada e parlamentar nos Cortes Gerais que se declarou abertamente lesbica em 2013.